# Friedl Dicker-Brandeis
Friedl Dicker-Brandeis (Vienna, 30 luglio 1898 – Birkenau, 9 ottobre 1944) è stata un'artista e insegnante austriaca di origine ebraica, vittima dell'Olocausto.

## Biografia

### Infanzia
Friedl Dicker-Brandeis nasce a Vienna da Simon Dicker e Karolina Fanta in una famiglia ebraica di umili origini. Ben poco si sa sulla sua infanzia se non che fu particolarmente travagliata a causa della morte prematura della madre avvenuta nel 1902. Tra il 1909 e il 1912 frequenta una scuola secondaria per ragazze a Vienna dove inizia ad emergere la sua personalità acuta ed eccentrica e la sua predisposizione per l'arte. L'interesse di Friedl per questa disciplina viene incoraggiato e sostenuto dal padre, che, lavorando in una cartoleria, riesce a fornire alla figlia tutti gli strumenti necessari per sperimentare nuove tecniche di disegno.

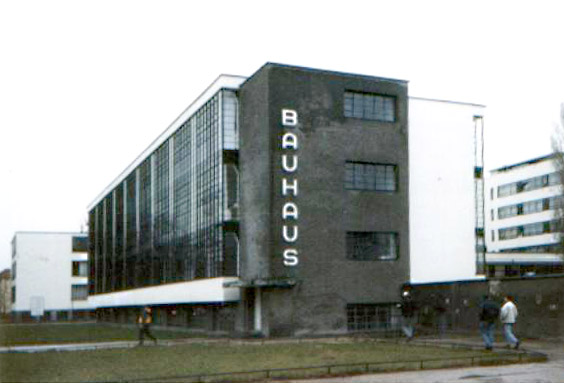
Edificio del Bauhaus a Dessau, Germania, progettato da Walter Gropius.

### La formazione artistica di Friedl Dicker
La passione di Friedl non si limita alla pittura; all'età di 13 anni, decide di dedicarsi allo studio della fotografia e della grafica presso una scuola sperimentale di grafica di Vienna, studio che durerà fino al 1915. In quell'anno si iscrive infatti all'Akademie der bildenden Künste di Vienna che frequenta fino al 1916 e dove si specializza nel design tessile e nell'arte del ricamo. Qui è allieva di spicco del professore Franz Cižek, pittore ceco di alta taratura che indirizza Friedl verso un'analisi più approfondita delle relazioni tra arte e pedagogia infantile.
Dal 1916 al 1919 Friedl entra a far parte della scuola privata dell'artista svizzero Johannes Itten. Da Itten Friedl apprende esercizi di respirazione, vocalità e movimento, atti a rinforzare l'armonia tra il corpo e la mente prima e durante il lavoro artistico che innestano nella donna la convinzione di un profondo per quanto sottile legame tra arte, gesti, parole, suoni, forme e colori.
Friedl decide di seguire il maestro anche a Weimar dove Itten viene chiamato dall'architetto tedesco Walter Gropius per gestire una cattedra di un corso d'arte preliminare al Bauhaus, scuola artistica d'avanguardia.
Nella scuola Friedl ha l'occasione di seguire le lezioni e confrontarsi con artisti come Georg Muche, Lyonel Feininger, Paul Klee e Vasilij Vasil'evič Kandinskij.
Contemporaneamente alla specializzazione in fotografia e disegno tessile, Friedl mostra interesse anche verso nuovi settori come quelli della tipografia, della litografia e della rilegatura. Itten, colpito dalla determinazione e dalla passione della donna per lo studio delle discipline artistiche, le affida alcune importanti commissioni. Le viene ad esempio commissionata l'ideazione del design tipografico per l'almanacco “Utopia” che Itten pubblica nel 1921 e la gestione di alcuni corsi per matricole.

### La carriera imprenditoriale di Friedl dicker
Dopo qualche anno nell'insegnamento, nel 1923 Friedl e il suo amico e amante Franz Singer si trasferiscono a Berlino dove aprono un laboratorio di belle arti che produce manufatti tessili, gioielli, giocattoli, mobili e copertine di libri di loro ideazione e creazione. Contemporaneamente Friedl si appassiona alla musica. Grazie alla partecipazione ai corsi del compositore Arnold Schönberg e alla collaborazione con la compagnia teatrale berlinese di Berthold Viertel, Friedl e Franz ne diventano prediletti scenografi e costumisti fino al 1924.
Tra il 1925 e il 1926 Friedl si dedica ad altre collaborazioni artistiche con diversi colleghi e amici del Bauhaus come Martha Doeberl con cui aprirà un nuovo atelier a Vienna. Nel 1926 il laboratorio di belle arti di Berlino viene chiuso e Friedl e Franz Singer si trasferiscono nuovamente a Vienna. Qui aprono un atelier dove si dedicano alla progettazione di edifici, appartamenti, design d'interni, rilegature e tessuti. Tra i loro progetti più consistenti e maggiormente riconosciuti si ricordano il Vienna Tennis Club (1928), un asilo nido Montessori (1930) e una casa per gli ospiti per la contessa Heriot (1934).
Allo stesso tempo Friedl si occupa nuovamente della creazione di costumi e scenografie per il teatro collaborando spesso e volentieri con Berthold Brecht ma anche dell'insegnamento proponendosi sia come docente d'arte in diversi istituti privati che come mentore di corsi professionali per futuri artisti o insegnanti d'arte. A questi anni risale ad esempio l'incontro tra Friedl e la sua alunna Edith Kramer, che diverrà una famosa artista e arte-teraupeta.
Nel 1934 l'Atelier Singer-Dicker viene chiuso nonostante la fama conquistata sia a livello nazionale che internazionale.
Quell'anno infatti Friedl si unisce a un gruppo politico comunista e dopo una manifestazione antifascista viene arrestata. Dopo la breve reclusione, decide di emigrare a Praga.

### Il trasferimento a Praga e l'attivismo politico
A Praga Friedl aderisce a movimenti comunisti e partecipa sommosse antifasciste senza tuttavia abbandonare il design e l'arte, gettandosi in un estremo sperimentalismo pittorico. 
Nel 1936 Friedl rintraccia la famiglia della madre facendo la conoscenza della zia Adela Brandeisova e dei tre cugini, Otto, Bedrich e Pavel. Friedl s'innamora di quest'ultimo e, abbandonata definitivamente quella che era già da qualche tempo l'instabile relazione con Franz Singer, nel giro di un anno sposa Pavel e cambia il suo cognome in “Brandeisova” ottenendo così la cittadinanza cecoslovacca.
Nel 1938 decide poi di aprire nel proprio appartamento di Vinohrady un piccolo centro di accoglienza per i figli degli emigrati politici tedeschi e austriaci che però dovrà abbandonare poco tempo dopo a causa delle sempre più frequenti incursioni e dei più persistenti controlli da parte delle truppe naziste nel territorio. Friedl e Pavel si trasferiscono dunque in una cittadina della Boemia nordorientale: Hronow.

### Il soggiorno a Hronow
Ad Hronov Pavel e Friedl vengono assunti da una ditta tessile del luogo rispettivamente come contabile e come designer tessile.
Anche qui il talento e la passione artistica di Friedl non restano nascosti. Friedl continua infatti a dipingere, insegnare l'arte ai bambini di famiglie ebraiche del posto e ad approfondire i propri studi sulle interconnessioni tra arte, filosofia e pedagogia. 
Nel 1939 i coniugi Brandeis perdono il lavoro e sono costretti a trasferirsi nel villaggio di Žďárky dove Pavel lavora come carpentiere e dove i due vivranno fino al dicembre del 1942, anno in cui ricevono l'ordine di espulsione e sono costretti alla deportazione nel campo di concentramento di Theresienstadt (nome tedesco della città ceca di Terezín).

### Terezin

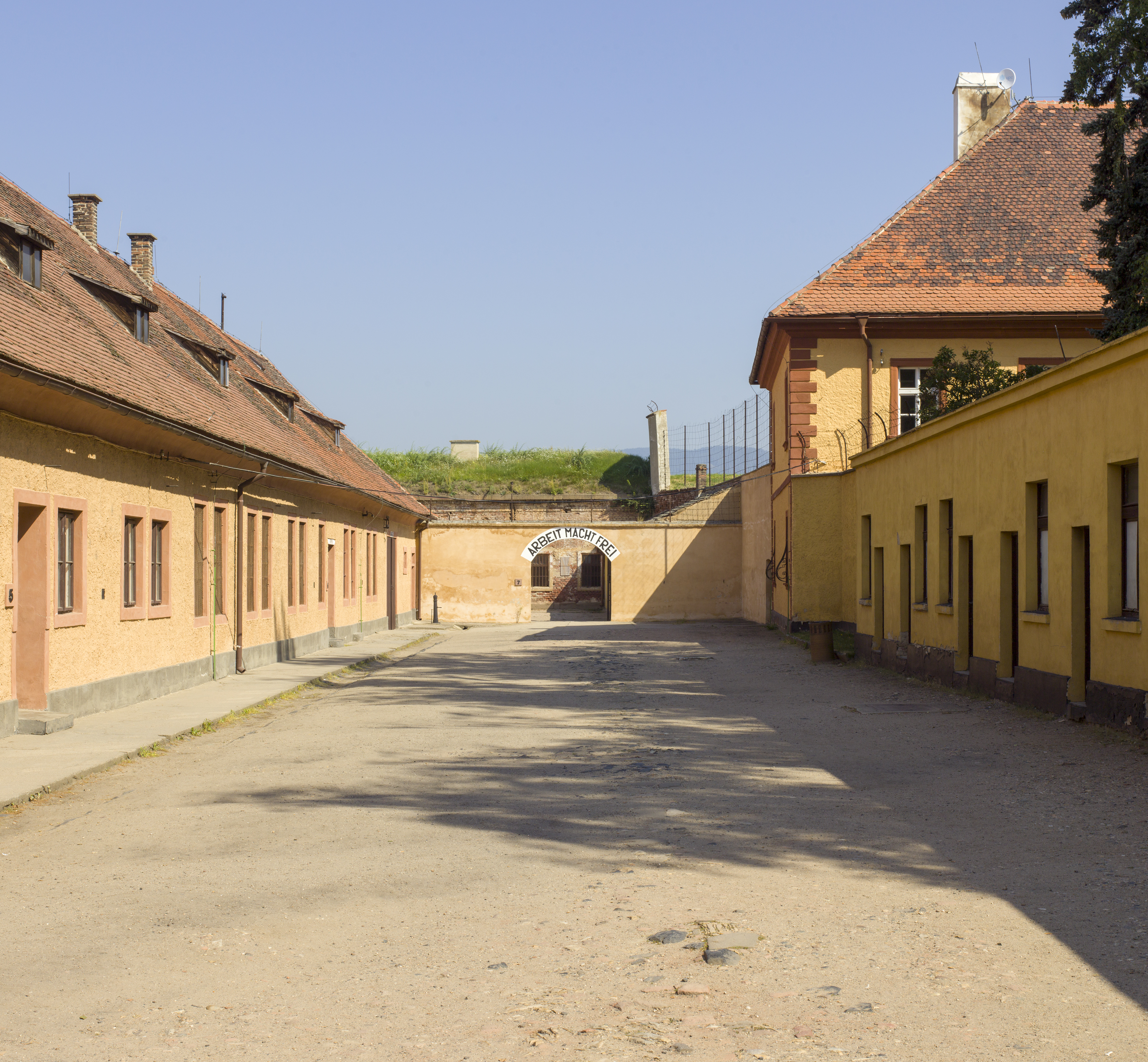
Veduta frontale del ghetto di Terezin

Nel campo di concentramento, Friedl viene sistemata nella baracca L410 e dopo poche settimane si propone come insegnante d'arte per numerosi bambini e ragazzi grazie anche al maggiore grado di tolleranza che caratterizzava la vita nel campo di Terezin, scelto e presentato dalla propaganda nazista come modello esemplare di insediamento ebraico dove fu possibile per i prigionieri autogestirsi e intrattenersi in attività culturali e ricreative.
Friedl e Pavel si dedicano inoltre alla riprogettazione delle stanze sovraffollate del campo organizzando al contempo mostre, esibizioni e spettacoli teatrali con gli alunni della donna per ben due anni.

### La deportazione ad Auschwitz
Nel settembre del 1944 Pavel viene deportato ad Auschwitz. Il mese seguente, Friedl sceglie volontariamente di essere trasferita nel campo di sterminio dove il marito era stato rinchiuso. Ma, mentre Pavel riesce a sopravvivere, Friedl muore insieme a molti suoi alunni il 9 ottobre 1944 a Birkenau, dentro una camera a gas.

## L'orientamento artistico
Gli insegnamenti d'avanguardia del Bauhaus consentono a Friedl di elaborare un proprio stile fuori dalle convenzioni ma ovviamente sensibile alle derive artistiche innovative proposte dalla scuola.
Negli anni della sua prima formazione, Friedl orienta il proprio talento alla realizzazione di opere e progetti in linea con i principi dell'arte astrattista e costruttivista recuperando e ricalcando nello specifico l'attenzione che i mentori Itten, Klee e Kandinskij solevano porre alle forme geometriche basilari e ai colori primari. Non è un caso dunque che i dipinti degli esordi di Friedl siano caratterizzati da elementi decorativi stilizzati e per lo più astratti e tinte sgargianti. Dopo il trasferimento in Cecoslovacchia decide di privilegiare uno stile pittorico tradizionale, dai contorni meno approssimativi, dai colori più sobri e che abbandona le forme astratte prediligendo piuttosto soggetti semplici e realistici come i paesaggi agresti di Praga o i campi fioriti di Hronov.

### I dipinti (selezione)
- Fig. 1, Friedl Dicker, Ritratto di una donna, 1920 circa
- Fig. 2, Friedl Dicker, Ritratto di un uomo, 1920 circa
- Fig. 5, Friedl Dicker, Paesaggio, 1920 circa
- Fig.24, Friedl Dicker, Pagina di "Utopia", 1920 circa
- Fig.35, Friedl Dicker, San Pietro, 1919-1923 circa
- Fig.49, Friedl Dicker, Vista sulla Moldavia, 1934-1936 circa
- Fig.60, Friedl Dicker, Begonie sul davanzale, 1934-1936
- Fig. 70. Friedl Dicker, Sogno, 1934-1938 circa
- Fig. 68, Friedl Dicker, Bambini a Tiergarten, 1935-1936
- Fig. 52. Friedl Dicker, Vista dalla finestra in Františkovy Lázně, 1936-1937 circa
- Fig 47. Friedl Dicker, Zingara con bambino, 1937-1938 ca
- Fig. 42, Friedl Dicker, Ritratto di Maria Brandeis, 1938-1940 circa
- Fig 45, Friedl Dicker, Pavel e Maria Brandeis, 1939
- Fig. 58, Friedl Dicker. Vista di Ostas, 1939
- Fig. 44, Friedl Dicker, Autoritratto in auto, 1940
- Fig. 62. Friedl Dicker, Natura morta con pennelli, bottiglie e foglie, 1940
- Fig.78, Friedl Dicker, Visuale dentro Terezín, 1943-1944 circa
- Fig.76, Friedl Dicker, Visuale davanti Terezín, 1943-194
- Fig. 77, Friedl Dicker, Visuale dal corridorio nella stanza L410, 1943-44 circa
- Fig. 71, Friedl Dicker, Ritratto di una donna, 1943-1944 circa
- Fig. 72, Friedl Dicker, Ritratto di un uomo, 1943-44 circa
- Fig. 73, Friedl Dicker, Ritratto di un giovane uomo, 1943-44 circa
- Fig. 79, Friedl Dicker, Mazzo di fiori con chiavi, 1944
- Fig. 75, Friedl Dicker, Volto di bambino, 1944[3]

### L'arte terapia nel ghetto ebraico
Nonostante lo stile artistico di Friedl sia sin dagli arbori caratterizzato da un forte sperimentalismo, la donna non abbandona mai l'idea che l'arte, indipendentemente dalle sue caratteristiche formali, sia lo strumento comunicativo più efficace per rappresentare al meglio lo stato d'animo di ogni essere umano.
Friedl rafforza questa sua convinzione proprio nel campo di Terezin dove la donna, proponendo ai propri alunni l'idea di un'arte in grado di veicolare emozioni e donare libertà anche quando questa sembra essere sparita, resta piacevolmente colpita dagli elaborati dei suoi studenti. 
I disegni dei ragazzi di Friedl raffigurano sia soggetti semplici come farfalle, fiori, case di campagna e tutto ciò che con ogni probabilità rappresentava i desideri più sinceri e ingenui di bambini cui era stata sottratta l'infanzia, sia scenari che dimostrano una maturità e una consapevolezza degli eventi che li circondavano non indifferente. Spesso infatti Friedl si imbatte in disegni con scheletri, fucili e soldati come protagonisti. Friedl non manca di notare inoltre come le ore dedicate all'insegnamento dell'arte diventino per i ragazzi fondamentali, se non addirittura indispensabili, per rientrare in contatto con sensazioni che per la paura e lo sconforto erano state rimosse o represse consentendo loro di ripristinare, seppur per pochi istanti e nonostante la mancanza di strumenti adeguati, equilibri emotivi che inevitabilmente eventi di tale drammaticità andavano a scombussolare.
Friedl inizia dunque ad annotare le proprie osservazioni e considerazioni circa il valore terapeutico dell'arte nell'infanzia e nell'adolescenza esponendole al resto degli insegnanti del campo e proponendosi di dedicarsi più approfonditamente a questa tematica una volta terminata la guerra.
A tal proposito, Friedl decide di catalogare per nome e data di realizzazione i disegni dei propri studenti che nasconde accuratamente in alcune valigie.
Le valigie furono prelevate dall'esercito russo dopo la fine della guerra grazie all'aiuto di una delle studentesse di Friedl di nome Raja.
I cinquemila dipinti (tra i quali molti anche della stessa Friedl) vennero custoditi a Praga dal professore William Groag. 
Groag decise comunque di mostrare la collezione al pubblico solamente una decina di anni dopo il loro rinvenimento. Buona parte dei disegni degli studenti di Friedl sono in seguito stati acquisiti dal museo ebraico di Praga e dal Beit Therensiestadt di Israele.

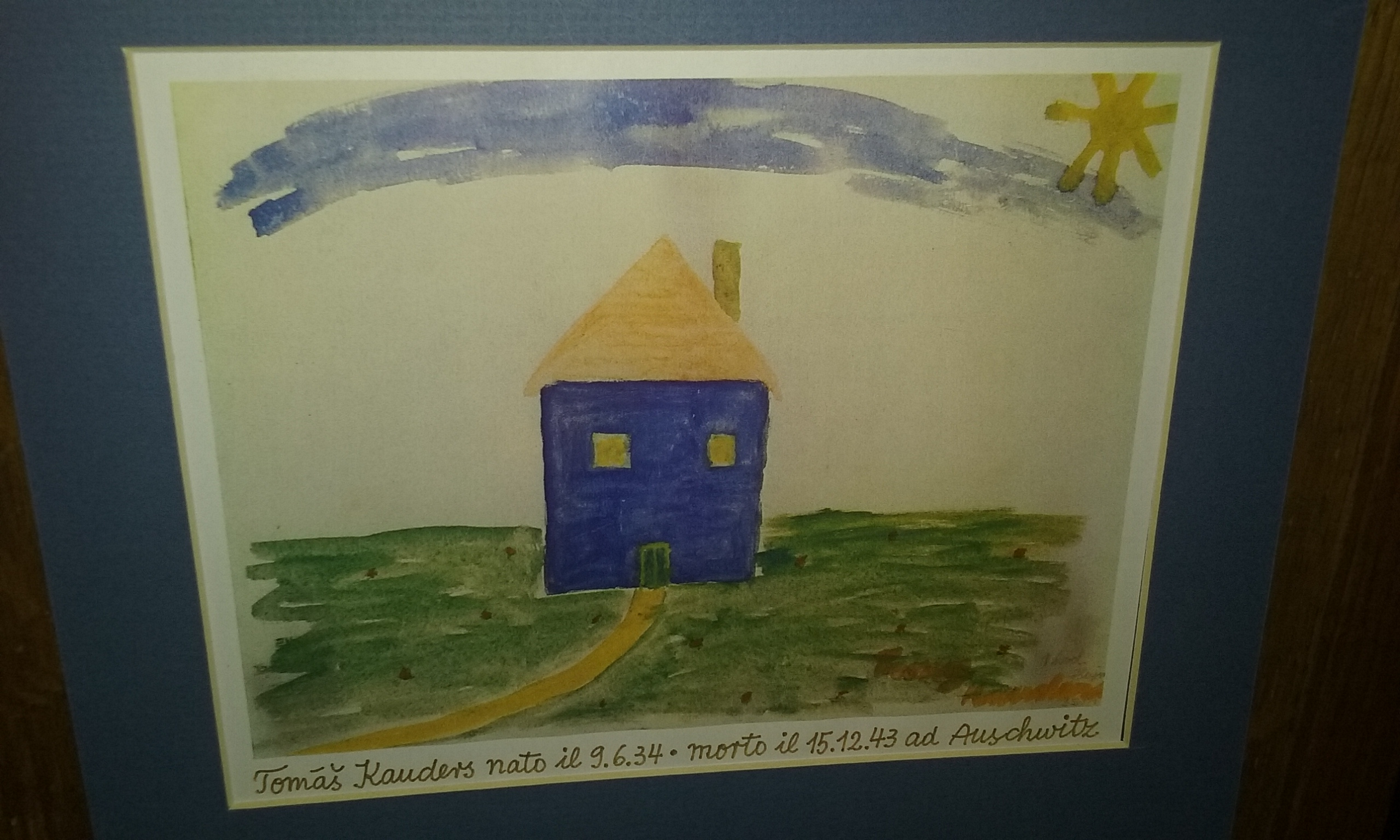
I dipinti di Terezin: Tomas Kauders

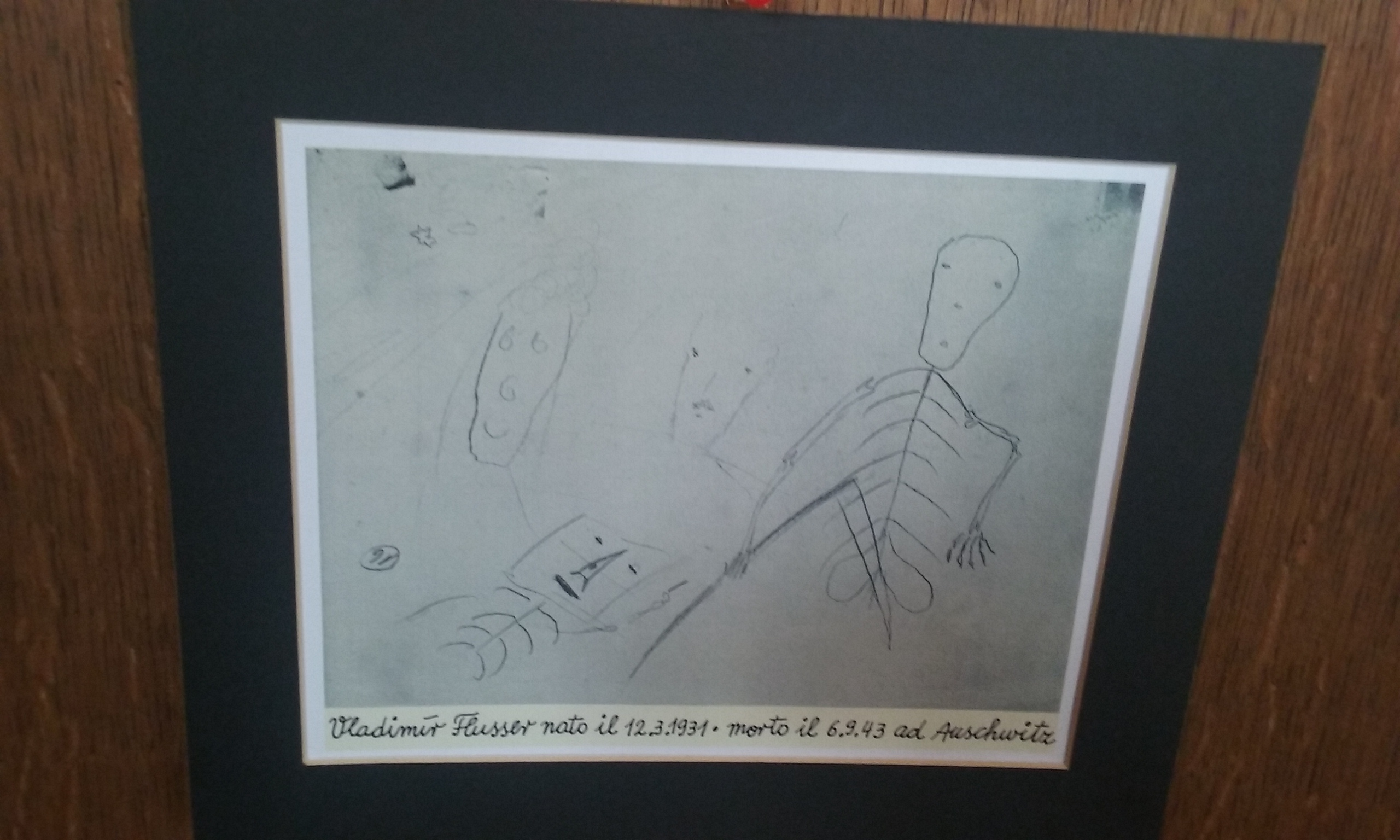
I dipinti di Terezin: Vladimr Flusser

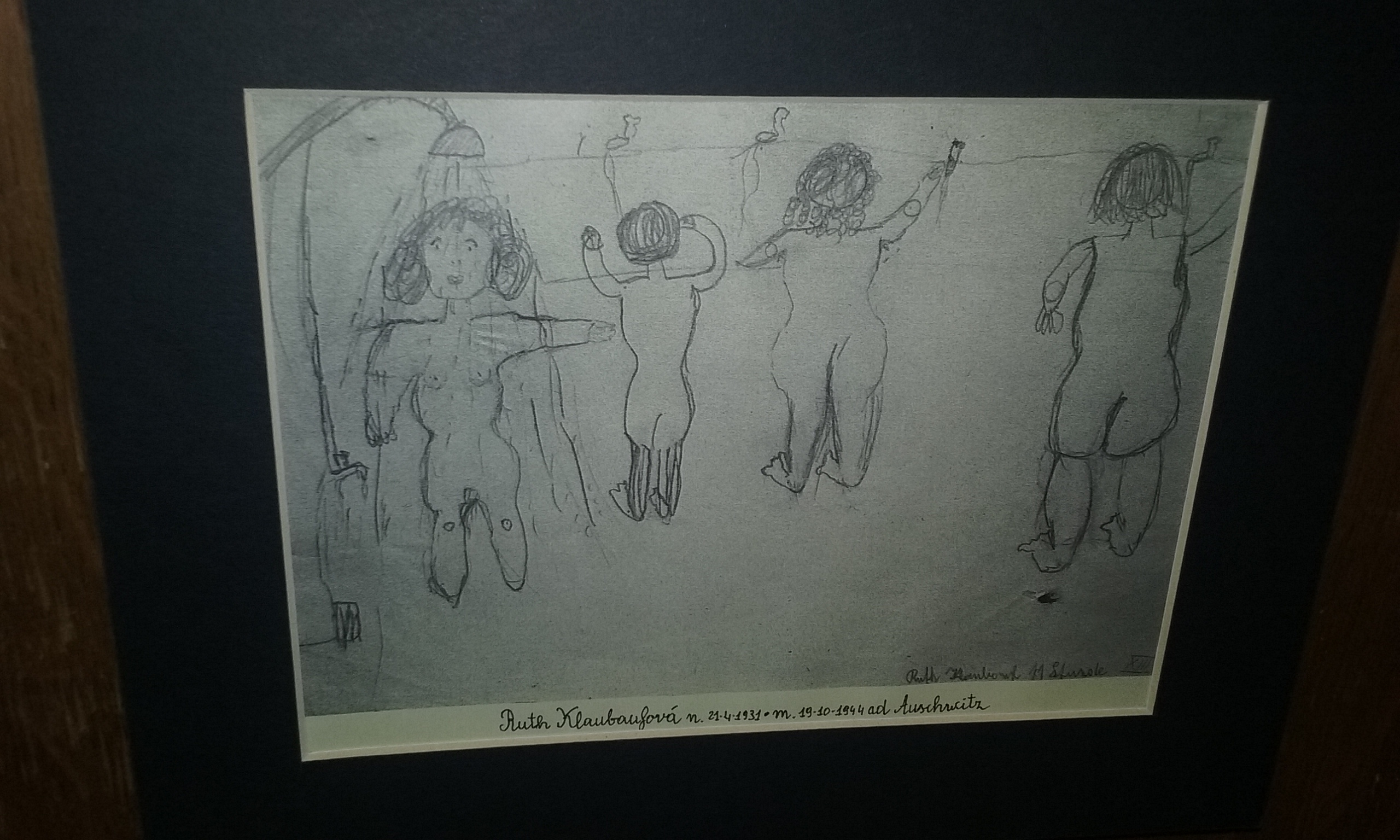
I dipinti di Terezin: Ruth Klaubafovà

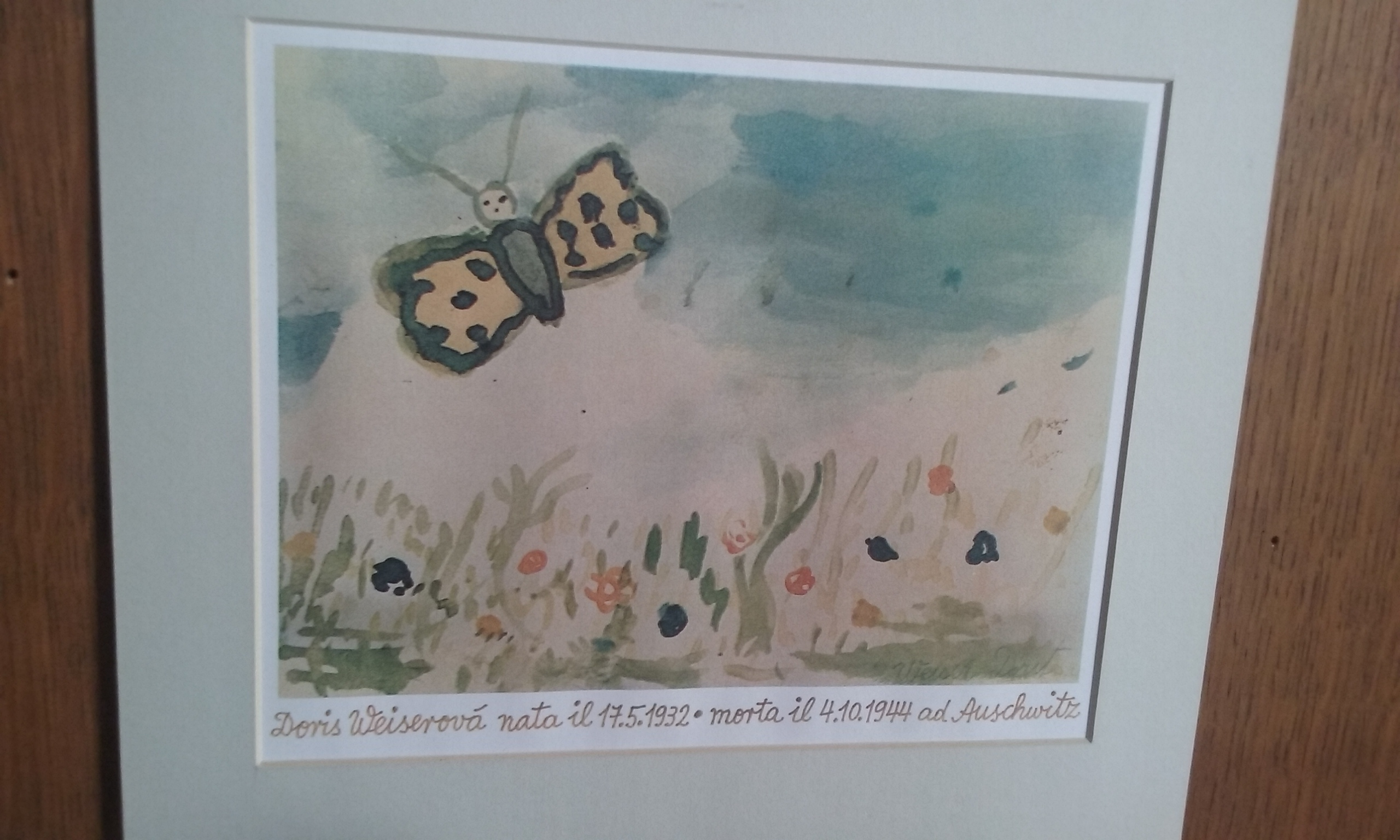
I dipinti di Terezin: Doris Weiserovà

## La fama
La fama di Friedl Dicker Brandeis come artista inizia a consolidarsi solamente dopo il 1980 con la scoperta di circa 130 dipinti e un centinaio di lettere scritte dalla donna prevalentemente durante il periodo di detenzione a Terezin e conservate al Simon Wiesenthal Center di Los Angeles.

### Edith Kramer e gli alunni di Friedl
La figura di Friedl come arte-terapeuta ante litteram e come insegnante d'eccezione emerge dai resoconti che i suoi studenti sopravvissuti fecero una volta che il nome della loro insegnante iniziò a ritornare alla memoria.
Il più grande riscatto di Friedl si deve alla sua allieva Edith Kramer. 
Nel 1938, per sfuggire alle leggi razziali, Edith Kramer emigra negli Stati Uniti d'America. Qui incontra la psichiatra e psicoanalista Margareth Naumburg con cui intraprende un progetto di ricerca legato all'espressione dei sentimenti tramite le immagini e all'arte terapia dedicando dunque i suoi studi e gran parte della sua vita a ciò che Friedl non aveva potuto portare avanti.
“Nessuno mai sulla terra avrebbe potuto darmi quello che lei mi ha dato: la comprensione dell'essenza delle cose e l'indignazione per la menzogna . Era una donna forsennata, straordinariamente lunatica, passionale. O amava qualcosa o la odiava. E non poteva sopportare affatto l'ipocrisia!”.
La stima che molti studenti di Friedl nutrivano nei confronti della donna si può leggere con ancor più chiarezza nella raccolta delle testimonianze dei sopravvissuti di Terezin realizzata dall'artista, scrittrice e pedagoga russa Elena Makarova organizzatrice di mostre e autrice di svariati libri dedicati per l'appunto a Friedl.
Un'ex studentessa di Friedl, Erna Furman, ha scritto ad esempio: “L'insegnamento di Friedl, i tempi trascorsi a disegno con lei, sono tra i ricordi più belli della mia vita. […] Friedl è stata l'unica che ha insegnato, senza mai chiedere nulla in cambio. Lei dava semplicemente se stessa.“.